# Bellanca Viking

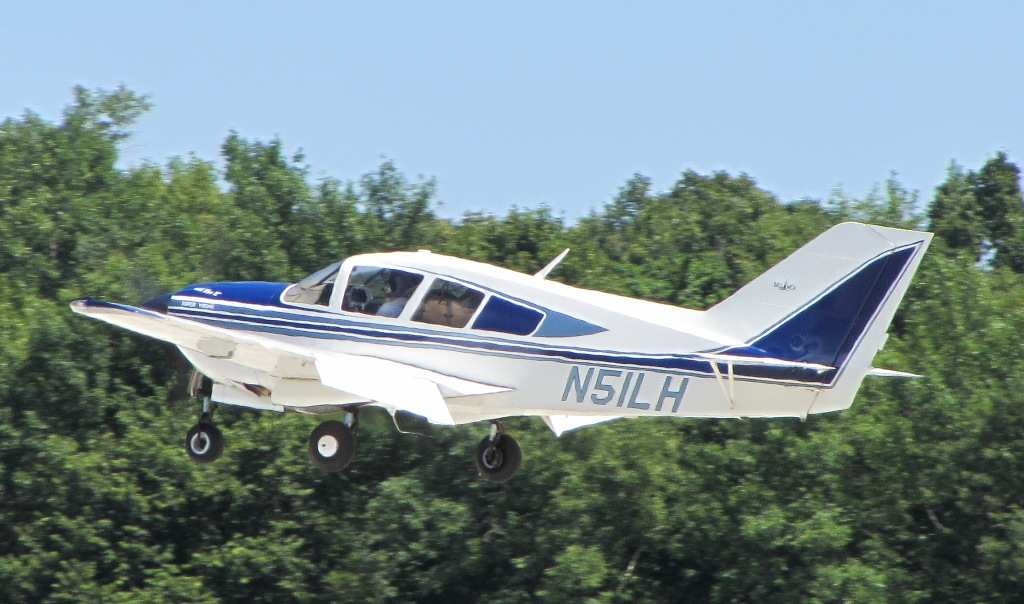
Bellanca Super Viking aterrizando.

Los Bellanca Viking y Super Viking son una serie de aviones monomotores de altas prestaciones con tren de aterrizaje retráctil y cuatro plazas, fabricados en los Estados Unidos en las décadas de 1960 y 1970. El avión se desarrolló a través de varias modificaciones de diseños clásicos por el pionero de la aviación Giuseppe Bellanca. Se han producido un total de 1356 Viking, con la mayoría de la producción entre 1968 y 1975 (1019 aviones).

## Desarrollo y diseño
El Viking es un derivado del Bellanca Cruisair, de tren con rueda de cola retráctil y triple cola. La serie 14-13 Cruisair fue desarrollada en el más grande y potente 14-19 Cruisemaster a principios de los años 50. Después de que la empresa Bellanca original desapareciera, Downer Aircraft se hizo cargo del certificado de tipo y construyó el 14-19-2 Cruisemaster casando el fuselaje con un Continental O-470 de 230 hp. En 1958, Downer rediseñó el avión con una rueda de morro y un motor de combustible inyectado IO-470 de 260 hp, y lo designó "260". El 14-19-2 260 retuvo la triple cola arriostrada mediante cables en el modelo de 1962. Tras ese año, el diseño de la triple cola fue modificado a una cola simple con la misma superficie agregada, y fabricado como el Model 260A. Los posteriores Viking conservan la aleta vertical agrandada, que contribuye a las distintivas características de vuelo del avión. El modelo Viking nació de los debates en Downer por una versión mayor del "Model 260" con 300 hp como mínimo. La compañía estaba basada en Minnesota y empleó artesanos cualificados que fabricaron el ala de abeto, y el nuevo modelo de 300 hp fue llamado "Viking" debido a los muchos escandinavos presentes en el área.
El primer Model 17 Viking apareció en 1967, llamado "17-30", estaba equipado con un Continental IO-520-K de 300 hp. En 1969, fue introducido un Viking equipado con un Lycoming IO-540 de 290 hp (más tarde 300 hp), tanto en la versión de aspiración normal (17-31) o turboalimentado (17-31TC).

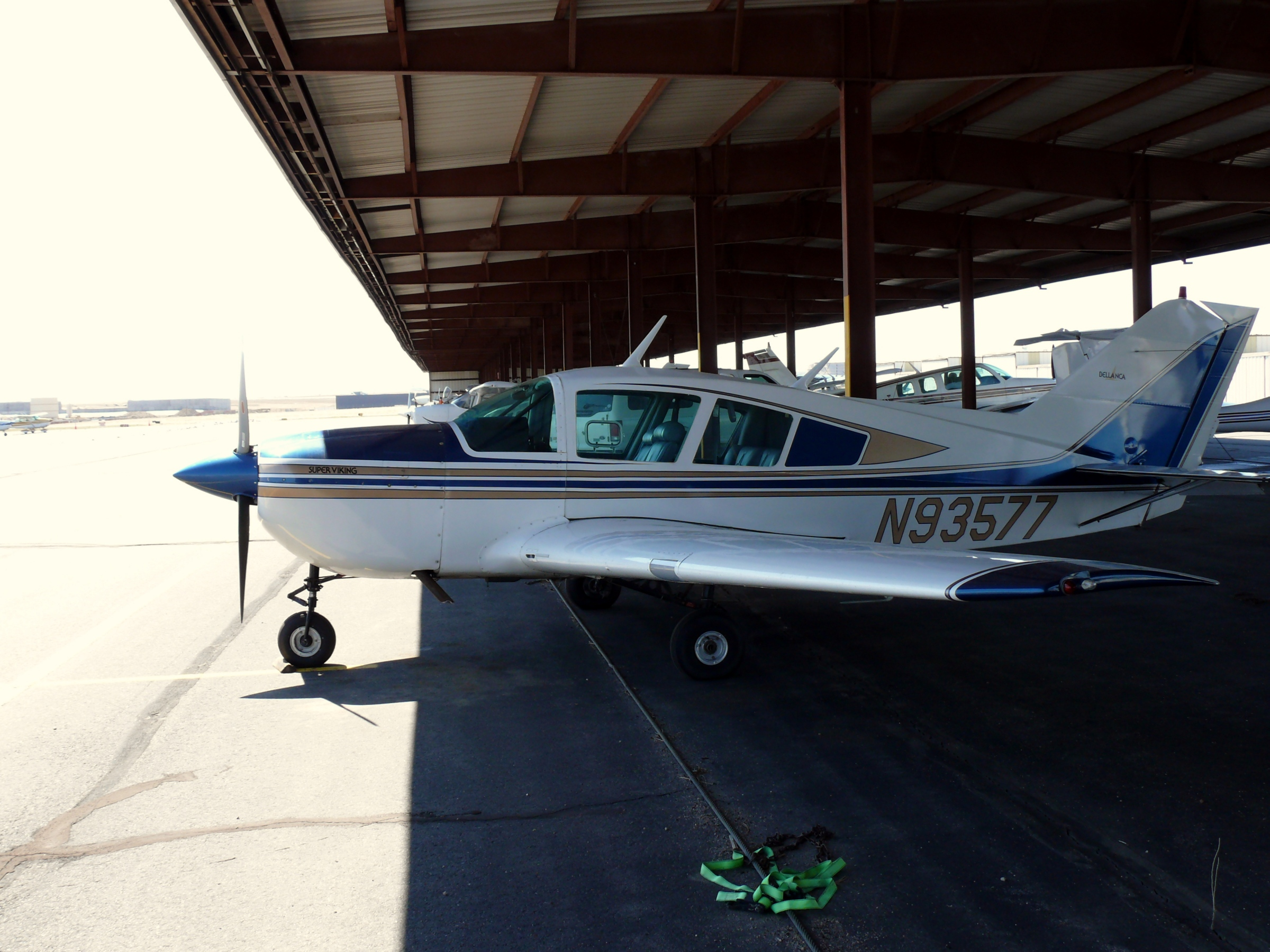
Bellanca Super Viking fotografiado en el Centennial Airport.

A lo largo de los años, se aplicaron una serie de refinamientos al avión. El sistema de actuación hidráulico original del tren de aterrizaje y los flaps fue rediseñado en 1968, introduciendo flaps eléctricos. En 1969, la FAA emitió el Certificado de Tipo A18CE y los aviones construidos bajo este diseño fueron designados "Super Viking" de la serie "A". Junto con los refinamientos ya realizados en los modelos Viking 300 tardíos, los nuevos 300A Viking (17-30A, 17-31A y 17-31ATC) tenían un peso máximo incrementado a 1508,2 kg. El original y complejo sistema de alimentación, con cinco depósitos y dos selectores de combustible que permitían ocho posibles combinaciones de selección, fue simplificado a un sistema izquierdo, derecho y auxiliar, en 1974. Tras varios años de pérdidas financieras, las ventas de Viking volvieron a ser rentables de nuevo en 1978. En 1979, los Viking equipados con motor Continental presentaron una rueda de morro totalmente encapsulada gracias al rediseño del soporte motor. Éste necesitaba del uso de flaps de refrigeración por primera vez en el Viking, pero resultó en un incremento de la velocidad de 19,3 km/h. En 1979, la producción del 17-31A equipado con motor Lycoming cesó. En 1996, el motor Continental IO-550 estuvo disponible como opción.
Desde 2002, la compañía ha sido operada por un grupo de seis entusiastas de Bellanca que se la compraron al estado de Minnesota y establecieron la Alexandria Aircraft Co. LLC. Proporcionan apoyo técnico y repuestos a propietarios y servicios de mantenimiento de fuselaje y motor en tierra. Han vendido un avión nuevo fabricado en 2005.
El fuselaje del avión está construido con tubos de acero recubierto con tela, mientras que las alas están formadas con abeto con recubrimiento de contrachapado.
Bill Cox, el conocido periodista de aviación en la Plane and Pilot Magazine, comentó, respecto a las características de vuelo de los Viking, que "han sido durante mucho tiempo famosas por su respuesta de control y armonía que hace que parezca casi psíquico por naturaleza", y afirmó, "los propietarios declaran casi unánimemente que el Viking es el avión con mejor manejo que han volado".

## Variantes
17-30 Viking 300
Avión de cabina ligero de cuatro plazas, equipado con un motor de pistones Continental IO-520-K de 300 hp (224 kW).
17-31 Viking 300
Avión de cabina ligero de cuatro plazas, equipado con un motor de pistones Lycoming IO-540 de 300 hp (224 kW).
17-31TC Viking 300
Avión de cabina ligero de cuatro plazas, equipado con un motor de pistones Lycoming IO-540 de 300 hp (224 kW), equipado con turboalimentador.
17-30A Super Viking 300A
Avión de cabina ligero de cuatro plazas, equipado con un motor de pistones Continental IO-520-K de 300 hp (224 kW).
17-31A Super Viking 300A
Avión de cabina ligero de cuatro plazas, equipado con un motor de pistones Lycoming IO-540-K1ES de 300 hp (224 kW).
17-31ATC Turbo Super Viking 300A
Avión de cabina ligero de cuatro plazas, equipado con un motor de pistones Lycoming IO-540-K1ES de 300 hp (224 kW), equipado con dos turboalimentadores Rajay.

## Especificaciones (17-30A Super Viking de 1992)

### Características generales
- Tripulación: Un piloto.
- Capacidad: Tres pasajeros.
- Longitud: 8,03 m
- Envergadura: 10,41 m
- Altura: 2,24 m
- Superficie alar: 15,0 m²
- Peso vacío: 994 kg
- Peso cargado: 1512 kg
- Planta motriz: 1× motor bóxer de 6 cilindros refrigerado por aire Continental IO-520-K.
  - Potencia: 224 kW (300 hp)

### Rendimiento
- Velocidad crucero (Vc): 330 km/h
- Alcance: 1939 km
- Techo de vuelo: 5180 m (20100 pies)
- Régimen de ascenso: 5,9 m/s (1210 pies/min)

### Secuencias de designación
- Secuencia Numérica (de Bellanca): ← 14-13 - 14-14 - 14-19 - 17-30 - 17-20 - 19-25 - 28-70 →